# Daniellia klainei
Daniellia klainei är en ärtväxtart som beskrevs av Auguste Jean Baptiste Chevalier. Daniellia klainei ingår i släktet Daniellia, och familjen ärtväxter. IUCN kategoriserar arten globalt som nära hotad. Inga underarter finns listade i Catalogue of Life.